# MAZ-5550
Der Lastkraftwagen MAZ-5550 (russisch МАЗ-5550, deutsche Transkription eigentlich MAS-5550) ist ein Lkw-Typ des belarussischen Fahrzeugherstellers Minski Awtomobilny Sawod, der seit dem Jahr 2006 in Serie produziert wird. Es handelt sich bei ihm um den Nachfolger des seit 1985 produzierten MAZ-5551. Es wurde auch eine elektrisch getriebene Variante vorgestellt.

## Beschreibung

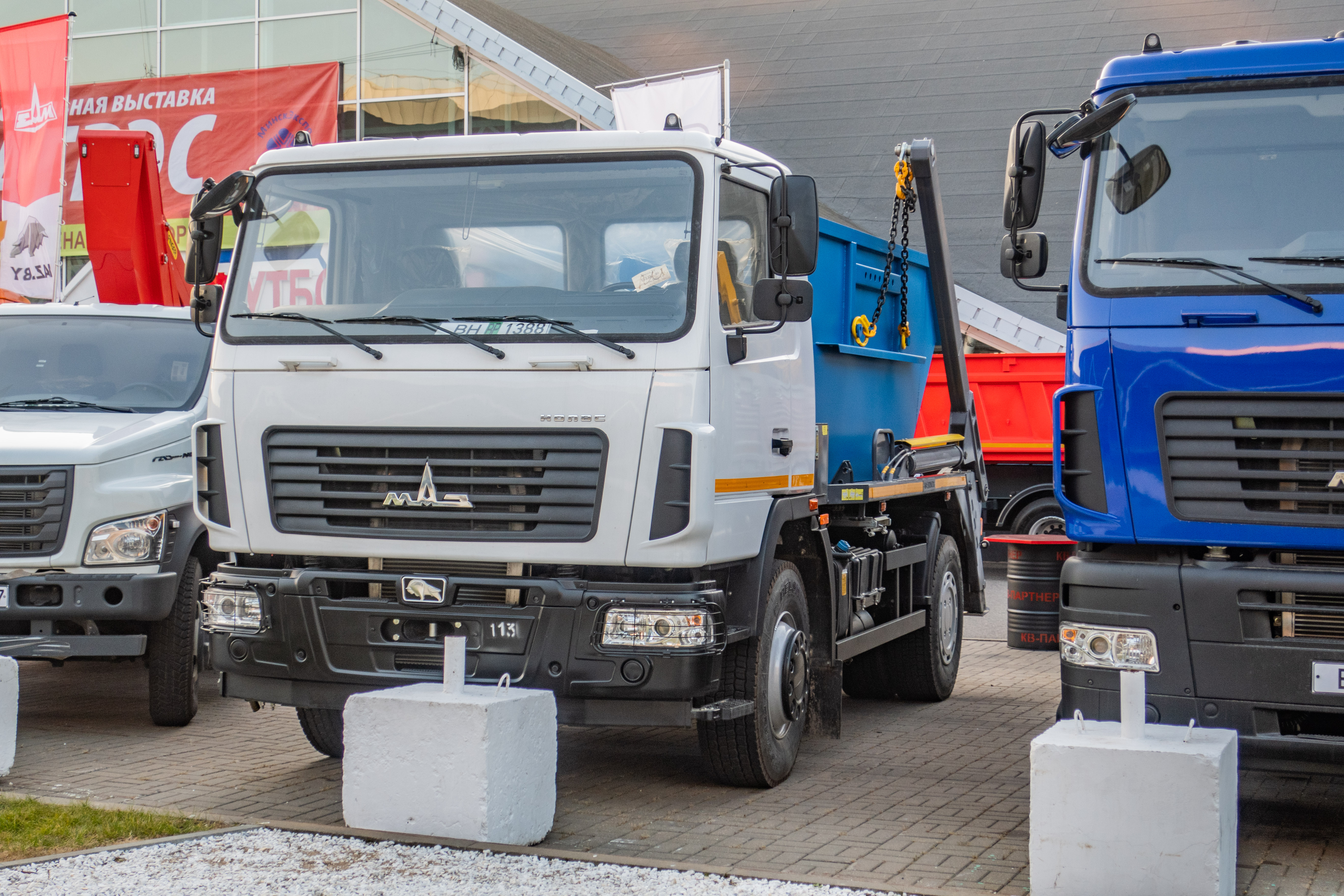
MAZ-5550 mit Absetzmulde in Minsk (2019)

Wie schon beim Vorgänger handelt es sich beim MAZ-5550 um einen zweiachsigen Kipper mit Hinterradantrieb. Technisch konnte vor allem die Nutzlast bei ähnlichem Gesamtgewicht gesteigert werden. Außerdem sind die Fahrzeuge mit moderneren Kabinen ausgestattet. Es gibt sie nur mit einem Dieselmotor von Deutz, russische Motoren von JaMZ kommen nicht mehr zum Einsatz. Das Getriebe wird von ZF Friedrichshafen zugeliefert. MAZ kauft inzwischen bei den meisten neueren Lkw-Modellen wichtige Teile bei westeuropäischen Zulieferern.
Es werden zwei Fahrzeugvarianten angeboten.
- MAZ-555035 (seit 2006 gebaut)
- MAZ-5550V3 (seit 2011 gebaut, mit nochmals aktualisiertem Führerhaus)

Außerdem werden verschiedene Aufbauten mit Ladevolumen zwischen 6,2 m³ und 8,4 m³ angeboten.

## Technische Daten
- Motortyp: Deutz TCD 2013 LO4 4V P4
- Motor: Dieselmotor
- Leistung: 158 kW (215 PS)
- Emissionsklasse: EURO-4
- Getriebe: ZF 6S-850 (sechs Vorwärtsgänge)
- Antriebsformel: 4×2
- Zulässiges Gesamtgewicht: 19 Tonnen
- Leergewicht: 8,25 Tonnen
- Zuladung: 10,75 Tonnen
- Ladevolumen: Je nach Ausführung 6,2 bis 8,4 m³